# Escena del Crimen: Desaparición en el Hotel Cecil
Escena del Crimen: Desaparición en el Hotel Cecil (en inglés: Crime Scene: The Vanishing at the Cecil Hotel) es una serie documental que relata los casos más sonados de sucesos extraños ocurridos en el Hotel Cecil de Los Ángeles (Estados Unidos), siendo el caso principal la muerte de Elisa Lam en 2013. La serie fue estrenada por Netflix, el 10 de febrero de 2021.

## Premisa
Elisa Lam fue una estudiante canadiense de origen chino que falleció en extrañas circunstancias  en febrero de 2013 durante su estadía en California, su cuerpo fue encontrado en los tanques de agua del Hotel Cecil, un sitio famoso por ser lugar constante de homicidios y suicidios.
Joe Berlinger en el documental intenta esclarecer todas las controversias de la muerte de Lam, así como de otros homicidios y casos que se desarrollaron en el Hotel Cecil. Berlinger también deja en claro que la serie toca temas sensibles como la marginación de comunidades y el maltrato de la salud mental, y como esto influye en la creación de homicidas o suicidas. El documental también explora las teorías conspirativas alrededor del caso y la atención que atrajo en el Internet por parte de los usuarios.

## Reparto
- Viveca Chow 	  como Elisa Lam 1.
- Artemis Snow 	 como Elisa Lam 2.

### Expertos
- Steven Thomas Gamble, miembro de Websleuths.
- Judy Ho, médica forense.

## Desarrollo
La serie documental fue confirmada el 13 de enero de 2021, su productor ejecutivo y director es Joe Berlinger y las empresas productoras son Imagine Documentaries y RadicalMedia, asociados con Third Eye Motion Picture Company.
Brian Grazer, Ron Howard, Justin Wilkes, Sara Bernstein, Jon Doran, Jon Kamen y Ryan Miller también son considerados como productores ejecutivos.

## Recepción
En las de reseñas de Rotten Tomatoes, la serie tiene una calificación de aprobación del 46% basada en 13 críticas, con una calificación promedio de 5.18/10. En Metacritic, tiene un puntaje promedio ponderado de 53 sobre 100, basado en nueve críticos, lo que indica "críticas generalmente favorables".